# Scottish Premiership 2021/22
Die Scottish Premiership war 2021/22 die neunte Austragung als höchste schottische Fußball-Spielklasse der Herren unter diesem Namen. Die Liga wird offiziell als cinch Premiership ausgetragen. Es war zudem die 125. Austragung der höchsten Fußball-Spielklasse innerhalb der Scottish Professional Football League, in welcher der Schottische Meister ermittelt wird. Die Spielzeit begann am 31. Juli 2021 und endete nach zwei Runden mit dem 38. Spieltag am 15. Mai 2022. Zwischen dem 3. und 21. Januar 2022 sollte es eine Winterpause geben, die später auf den 26. Dezember 2021 bis 17. Januar 2022 verschoben wurde. In der vorherigen Saison war wegen der COVID-19-Pandemie die gesamte Pause gestrichen worden.
Nach der regulären Saison, die als 1. Runde bezeichnet wurde und in der alle Mannschaften jeweils dreimal gegeneinander antraten, begann die abschließende 2. Runde, die in zwei Gruppen der Meisterschafts- und Abstiegs-Play-offs unterteilt wurde. Der Elftplatzierte der Premiership trat danach in Relegationsspielen an, in der der Zweit-, Dritt- und Viertplatzierte der Scottish Championship teilnahmen. Der Tabellenletzte stieg direkt ab.
Titelverteidiger waren die Glasgow Rangers. Als Aufsteiger aus der Championship nahmen Heart of Midlothian und der FC Dundee teil.
Die Saison wurde am 31. Juli 2021 mit der Partie des amtierenden Meisters, den Glasgow Rangers gegen den FC Livingston eröffnet.

## Vereine
| Verein              | Stadt      | Stadion               | Kapazität |
| ------------------- | ---------- | --------------------- | --------- |
| FC Aberdeen         | Aberdeen   | Pittodrie Stadium     | 20.866    |
| Celtic Glasgow      | Glasgow    | Celtic Park           | 60.411    |
| FC Dundee           | Dundee     | Dens Park             | 11.775    |
| Dundee United       | Dundee     | Tannadice Park        | 14.233    |
| Heart of Midlothian | Edinburgh  | Tynecastle Park       | 19.852    |
| Hibernian Edinburgh | Edinburgh  | Easter Road           | 20.421    |
| FC Livingston       | Livingston | Almondvale Stadium    | 09.512    |
| FC Motherwell       | Motherwell | Fir Park              | 13.677    |
| Glasgow Rangers     | Glasgow    | Ibrox Stadium         | 50.817    |
| Ross County         | Dingwall   | Global Energy Stadium | 06.541    |
| FC St. Johnstone    | Perth      | McDiarmid Park        | 10.696    |
| FC St. Mirren       | Paisley    | Simple Digital Arena  | 07.937    |

## 1. Runde

### Abschlusstabelle
| Pl. | Verein                   | Sp. | S  | U  | N  | Tore    | Diff. | Punkte |
| --- | ------------------------ | --- | -- | -- | -- | ------- | ----- | ------ |
| 1.  | Celtic Glasgow           | 33  | 26 | 4  | 3  | 078:190 | +59   | 82     |
| 2.  | Glasgow Rangers (M)      | 33  | 23 | 7  | 3  | 067:270 | +40   | 76     |
| 3.  | Heart of Midlothian (N)  | 33  | 16 | 9  | 8  | 048:330 | +15   | 57     |
| 4.  | Dundee United            | 33  | 10 | 11 | 12 | 031:370 | −6    | 41     |
| 5.  | Ross County              | 33  | 10 | 10 | 13 | 045:520 | −7    | 40     |
| 6.  | FC Motherwell            | 33  | 10 | 10 | 13 | 038:500 | −12   | 40     |
| 7.  | Hibernian Edinburgh      | 33  | 9  | 11 | 13 | 031:370 | −6    | 38     |
| 8.  | FC Livingston            | 33  | 10 | 8  | 15 | 035:420 | −7    | 38     |
| 9.  | FC Aberdeen              | 33  | 9  | 9  | 15 | 038:420 | −4    | 36     |
| 10. | FC St. Mirren            | 33  | 8  | 12 | 13 | 030:500 | −20   | 36     |
| 11. | FC St. Johnstone (P) (L) | 33  | 7  | 9  | 17 | 021:440 | −23   | 30     |
| 12. | FC Dundee (N)            | 33  | 5  | 10 | 18 | 029:570 | −28   | 25     |

Platzierungskriterien: 1. Punkte – 2. Tordifferenz – 3. geschossene Tore

| Zum Saisonende 2020/21 |                                          |
| (M)                    | Meister des Vorjahres                    |
| (P)                    | Pokalsieger des Vorjahres                |
| (L)                    | Ligapokalsieger des Vorjahres            |
| (N)                    | Aufsteiger aus der Scottish Championship |

## 2. Runde

### Meisterschafts-Play-offs

#### Tabelle
| Pl. | Verein                  | Sp. | S  | U  | N  | Tore    | Diff. | Punkte |
| --- | ----------------------- | --- | -- | -- | -- | ------- | ----- | ------ |
| 1.  | Celtic Glasgow          | 38  | 29 | 6  | 3  | 092:220 | +70   | 93     |
| 2.  | Glasgow Rangers (M)     | 38  | 27 | 8  | 3  | 080:310 | +49   | 89     |
| 3.  | Heart of Midlothian (N) | 38  | 17 | 10 | 11 | 054:440 | +10   | 61     |
| 4.  | Dundee United           | 38  | 12 | 12 | 14 | 037:440 | −7    | 48     |
| 5.  | FC Motherwell           | 38  | 12 | 10 | 16 | 042:610 | −19   | 46     |
| 6.  | Ross County             | 38  | 10 | 11 | 17 | 047:610 | −14   | 41     |

Platzierungskriterien: 1. Punkte – 2. Tordifferenz – 3. geschossene Tore

| Zum Saisonende 2020/21 |                                             |
| (M)                    | Meister des Vorjahres                       |
| (N)                    | Neuaufsteiger aus der Scottish Championship |

### Abstiegs-Play-offs

#### Tabelle
| Pl. | Verein                   | Sp. | S  | U  | N  | Tore    | Diff. | Punkte |
| --- | ------------------------ | --- | -- | -- | -- | ------- | ----- | ------ |
| 7.  | FC Livingston            | 38  | 13 | 10 | 15 | 041:460 | −5    | 49     |
| 8.  | Hibernian Edinburgh      | 38  | 11 | 12 | 15 | 038:420 | −4    | 45     |
| 9.  | FC St. Mirren            | 38  | 10 | 14 | 14 | 033:510 | −18   | 44     |
| 10. | FC Aberdeen              | 38  | 10 | 11 | 17 | 041:460 | −5    | 41     |
| 11. | FC St. Johnstone (P) (L) | 38  | 8  | 11 | 19 | 024:510 | −27   | 35     |
| 12. | FC Dundee (N)            | 38  | 6  | 11 | 21 | 034:640 | −30   | 29     |

Platzierungskriterien: 1. Punkte – 2. Tordifferenz – 3. geschossene Tore

| Zum Saisonende 2020/21 |                                             |
| (P)                    | Pokalsieger des Vorjahres                   |
| (L)                    | Ligapokalsieger des Vorjahres               |
| (N)                    | Neuaufsteiger aus der Scottish Championship |

### Tabellenverlauf
Verlegte Partien werden entsprechend der ursprünglichen Terminierung dargestellt, damit an allen Spieltagen für jede Mannschaft die gleiche Anzahl an Spielen berücksichtigt wird.
|                     | 1  | 2  | 3  | 4  | 5  | 6  | 7  | 8  | 9  | 10 | 11 | 12 | 13 | 14 | 15 | 16 | 17 | 18 | 19 | 20 | 21 | 22 | 23 | 24 | 25 | 26 | 27 | 28 | 29 | 30 | 31 | 32 | 33 | 34 | 35 | 36 | 37 | 38 |
| ------------------- | -- | -- | -- | -- | -- | -- | -- | -- | -- | -- | -- | -- | -- | -- | -- | -- | -- | -- | -- | -- | -- | -- | -- | -- | -- | -- | -- | -- | -- | -- | -- | -- | -- | -- | -- | -- | -- | -- |
| Glasgow Rangers     | 1  | 5  | 5  | 3  | 1  | 1  | 1  | 1  | 1  | 1  | 1  | 1  | 1  | 1  | 1  | 1  | 1  | 1  | 1  | 1  | 1  | 1  | 1  | 2  | 2  | 2  | 2  | 2  | 2  | 2  | 2  | 2  | 2  | 2  | 2  | 2  | 2  | 2  |
| Celtic Glasgow      | 10 | 4  | 4  | 6  | 5  | 6  | 6  | 6  | 4  | 4  | 2  | 2  | 2  | 2  | 2  | 2  | 2  | 2  | 2  | 2  | 2  | 2  | 2  | 1  | 1  | 1  | 1  | 1  | 1  | 1  | 1  | 1  | 1  | 1  | 1  | 1  | 1  | 1  |
| Hibernian Edinburgh | 3  | 1  | 1  | 1  | 2  | 2  | 2  | 3  | 5  | 5  | 5  | 5  | 6  | 6  | 5  | 6  | 6  | 7  | 5  | 5  | 5  | 5  | 5  | 5  | 6  | 7  | 5  | 5  | 5  | 4  | 5  | 6  | 7  | 7  | 7  | 8  | 9  | 8  |
| FC Aberdeen         | 2  | 2  | 2  | 4  | 6  | 7  | 7  | 9  | 9  | 8  | 8  | 5  | 7  | 9  | 9  | 7  | 7  | 6  | 7  | 6  | 6  | 6  | 6  | 6  | 7  | 8  | 8  | 9  | 10 | 10 | 10 | 9  | 9  | 9  | 9  | 10 | 10 | 10 |
| JOH                 | 7  | 7  | 8  | 8  | 8  | 8  | 9  | 8  | 8  | 10 | 10 | 9  | 10 | 10 | 10 | 11 | 12 | 12 | 12 | 12 | 12 | 11 | 11 | 11 | 11 | 12 | 11 | 11 | 11 | 11 | 11 | 11 | 11 | 11 | 11 | 11 | 11 | 11 |
| LIV                 | 12 | 12 | 12 | 12 | 12 | 9  | 10 | 10 | 10 | 9  | 9  | 10 | 8  | 7  | 7  | 9  | 9  | 8  | 8  | 8  | 8  | 8  | 9  | 9  | 9  | 9  | 9  | 8  | 4  | 5  | 6  | 8  | 8  | 8  | 8  | 7  | 7  | 7  |
| FC St. Mirren       | 5  | 8  | 11 | 11 | 10 | 10 | 8  | 7  | 7  | 7  | 7  | 8  | 9  | 8  | 8  | 8  | 8  | 9  | 9  | 9  | 9  | 9  | 8  | 8  | 5  | 4  | 4  | 4  | 6  | 9  | 9  | 10 | 10 | 10 | 10 | 9  | 8  | 9  |
| FC Motherwell       | 9  | 8  | 7  | 5  | 4  | 4  | 4  | 4  | 6  | 6  | 6  | 7  | 5  | 5  | 6  | 5  | 5  | 5  | 4  | 4  | 4  | 4  | 4  | 4  | 4  | 6  | 7  | 7  | 8  | 8  | 8  | 5  | 6  | 6  | 6  | 5  | 4  | 5  |
| Dundee United       | 11 | 6  | 6  | 7  | 7  | 5  | 5  | 5  | 3  | 3  | 4  | 4  | 4  | 4  | 4  | 4  | 4  | 4  | 6  | 7  | 7  | 7  | 7  | 7  | 8  | 5  | 6  | 6  | 7  | 7  | 4  | 4  | 4  | 4  | 4  | 4  | 5  | 4  |
| ROS                 | 7  | 10 | 10 | 9  | 11 | 11 | 11 | 11 | 12 | 12 | 12 | 12 | 12 | 12 | 12 | 12 | 11 | 10 | 10 | 10 | 10 | 10 | 10 | 10 | 10 | 10 | 10 | 10 | 9  | 6  | 7  | 7  | 5  | 5  | 5  | 6  | 6  | 6  |
| Heart of Midlothian | 4  | 3  | 3  | 2  | 3  | 3  | 3  | 2  | 2  | 2  | 3  | 3  | 3  | 3  | 3  | 3  | 3  | 3  | 3  | 3  | 3  | 3  | 3  | 3  | 3  | 3  | 3  | 3  | 3  | 3  | 3  | 3  | 3  | 3  | 3  | 3  | 3  | 3  |
| FCD                 | 5  | 11 | 9  | 10 | 9  | 12 | 12 | 12 | 11 | 11 | 11 | 11 | 11 | 11 | 11 | 10 | 10 | 11 | 11 | 11 | 11 | 12 | 12 | 12 | 12 | 11 | 12 | 12 | 12 | 12 | 12 | 12 | 12 | 12 | 12 | 12 | 12 | 12 |

## Relegation
Teilnehmer an den Relegationsspielen um einen Platz für die folgende Scottish Premiership Saison 2022/23 waren drei Vereine aus der diesjährigen Championship. Hinzu kam der Vorletzte aus der diesjährigen Premiership. Der Sieger jeder Runde wurde in zwei Spielen ermittelt, wobei in der ersten Runde die Mannschaften die sich am Saisonende der Championship auf den Plätzen 3 und 4 befanden aufeinander trafen. Danach spielte der Sieger dieses Spiels in der zweiten Runde gegen den zweiten aus der Championship. Die letzte Runde wurde zwischen dem Elftplatzierten aus der Premiership und dem Sieger der zweiten Runde ausgetragen. Der Sieger der dritten Runde erhielt einen Platz für die neue Saison in der Premiership.
Erste Runde
Die Spiele wurden am 3. und 6. Mai 2022 ausgetragen.
|                 | Gesamt |                              | Hinspiel | Rückspiel |
| --------------- | ------ | ---------------------------- | -------- | --------- |
| Partick Thistle | 1:3    | Inverness Caledonian Thistle | 1:2      | 0:1       |

Zweite Runde
Die Spiele wurden am 10. und 13. Mai 2022 ausgetragen.
|                              | Gesamt          |             | Hinspiel | Rückspiel |
| ---------------------------- | --------------- | ----------- | -------- | --------- |
| Inverness Caledonian Thistle | 0:0 (5:3 i. E.) | FC Arbroath | 0:0      | 0:0 n. V. |

Dritte Runde
Die Spiele wurden am 20. und 23. Mai 2022 ausgetragen.
|                              | Gesamt |                  | Hinspiel | Rückspiel |
| ---------------------------- | ------ | ---------------- | -------- | --------- |
| Inverness Caledonian Thistle | 2:6    | FC St. Johnstone | 2:2      | 0:4       |

## Personal und Sponsoren
| Verein              | Logo | Trainer                                                                                 | Kapitän                                                        | Ausrüster | Hauptsponsor               |
| ------------------- | ---- | --------------------------------------------------------------------------------------- | -------------------------------------------------------------- | --------- | -------------------------- |
| FC Aberdeen         |      | Stephen Glass (bis Februar 2022) Jim Goodwin (ab Februar 2022)                          | Scott Brown                                                    | Adidas    | Saltire Energy             |
| Celtic Glasgow      |      | Ange Postecoglou                                                                        | Callum McGregor                                                | Adidas    | Dafabet                    |
| FC Dundee           |      | James McPake (bis Februar 2022) Mark McGhee (ab Februar 2022)                           | Charlie Adam                                                   | Macron    | Crown Engineering Services |
| Dundee United       |      | Tam Courts                                                                              | Mark Reynolds (bis Januar 2022) Ryan Edwards (ab Februar 2022) | Macron    | Eden Mill                  |
| Heart of Midlothian |      | Robbie Neilson                                                                          | Craig Gordon                                                   | Umbro     | MND Scotland               |
| Hibernian Edinburgh |      | Jack Ross (bis Dezember 2021) Shaun Maloney (bis April 2022) David Gray (ab April 2022) | Paul Hanlon                                                    | Joma      | Utilita                    |
| FC Livingston       |      | David Martindale                                                                        | Nicky Devlin                                                   | Nike      | Phoenix Drilling Ltd       |
| FC Motherwell       |      | Graham Alexander                                                                        | Stephen O’Donnell                                              | Macron    | Paycare                    |
| Glasgow Rangers     |      | Steven Gerrard (bis November 2021) Giovanni van Bronckhorst (ab November 2021)          | James Tavernier                                                | Castore   | 32Red                      |
| Ross County         |      | Malky Mackay                                                                            | Keith Watson                                                   | Joma      | Ross-shire Engineering     |
| FC St. Johnstone    |      | Callum Davidson                                                                         | Liam Craig                                                     | Macron    | Binn Group                 |
| FC St. Mirren       |      | Jim Goodwin (bis Februar 2022) Stephen Robinson (ab Februar 2022)                       | Joe Shaughnessy                                                | Joma      | Digby Brown                |

## Statistiken

### Torschützenliste
Bei gleicher Anzahl von Toren sind die Spieler alphabetisch nach Nachnamen bzw. Künstlernamen sortiert.
| Pl.      | Nat.               | Name                 | Logo | Mannschaft                    | Tore |
| -------- | ------------------ | -------------------- | ---- | ----------------------------- | ---- |
| 1.       | Grenada            | Regan Charles-Cook   |      | Ross County                   | 13   |
| 1.       | Griechenland       | Georgios Giakoumakis |      | Celtic Glasgow                | 13   |
| 3.       | Japan              | Kyōgo Furuhashi      |      | Celtic Glasgow                | 12   |
| 4.       | Schottland         | Bruce Anderson       |      | FC Livingston                 | 11   |
| 4.       | Schottland         | Lewis Ferguson       |      | FC Aberdeen                   | 11   |
| 4.       | Kolumbien          | Alfredo Morelos      |      | Glasgow Rangers               | 11   |
| 7.       | Israel             | Liel Abada           |      | Celtic Glasgow                | 10   |
| 7.       | Nordirland         | Liam Boyce           |      | Heart of Midlothian           | 10   |
| 7.       | Portugal           | Jota                 |      | Celtic Glasgow                | 10   |
| 7.       | Vereinigte Staaten | Christian Ramirez    |      | FC Aberdeen                   | 10   |
| 7.       | Jamaika            | Kemar Roofe          |      | Glasgow Rangers               | 10   |
| 7.       | Schottland         | Tony Watt 1          | /    | FC Motherwell / Dundee United | 10   |
| 13.      | Sambia             | Fashion Sakala       |      | Glasgow Rangers               | 9    |
| 13.      | England            | James Tavernier      |      | Glasgow Rangers               | 9    |
| 13.      | Niederlande        | Kevin van Veen       |      | FC Motherwell                 | 9    |
| Endstand |                    |                      |      |                               |      |

### Meiste Torvorlagen
Bei gleicher Anzahl von Toren sind die Spieler alphabetisch nach Nachnamen bzw. Künstlernamen sortiert.
| Pl.      | Nat.       | Name            | Logo | Mannschaft          | Vorlagen |
| -------- | ---------- | --------------- | ---- | ------------------- | -------- |
| 1.       | England    | James Tavernier |      | Glasgow Rangers     | 13       |
| 2.       | Schottland | Barrie McKay    |      | Heart of Midlothian | 10       |
| 2.       | Portugal   | Jota            |      | Celtic Glasgow      | 10       |
| 4.       | Schottland | Tony Ralston    |      | Celtic Glasgow      | 9        |
| 5.       | England    | Ryan Kent       |      | Glasgow Rangers     | 8        |
| 6.       | Schottland | Paul McMullan   |      | FC Dundee           | 7        |
| 6.       | Kolumbien  | Alfredo Morelos |      | Glasgow Rangers     | 7        |
| 8.       | Israel     | Liel Abada      |      | Celtic Glasgow      | 6        |
| 8.       | Australien | Tom Rogic       |      | Celtic Glasgow      | 6        |
| 8.       | Schottland | Jordan White    |      | Ross County         | 6        |
| 11.      | Nigeria    | Joe Aribo       |      | Glasgow Rangers     | 5        |
| 11.      | Irland     | Jake Carroll    |      | FC Motherwell       | 5        |
| 11.      | Japan      | Daizen Maeda    |      | Celtic Glasgow      | 5        |
| 11.      | Schottland | David Turnbull  |      | Celtic Glasgow      | 5        |
| Endstand |            |                 |      |                     |          |

### Torhüter ohne Gegentor

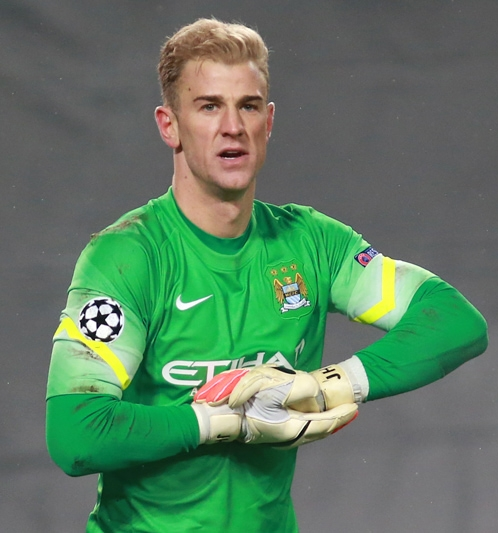
Joe Hart hielt achtzehnmal die „Null“

| Pl.      | Nat.       | Name              | Logo | Mannschaft          | Spiele ohne Gegentor |
| -------- | ---------- | ----------------- | ---- | ------------------- | -------------------- |
| 1.       | England    | Joe Hart          |      | Celtic Glasgow      | 19                   |
| 2.       | Schottland | Craig Gordon      |      | Heart of Midlothian | 14                   |
| 3.       | Schottland | Allan McGregor    |      | Glasgow Rangers     | 12                   |
| 4.       | England    | Jak Alnwick       |      | FC St. Mirren       | 11                   |
| 4.       | England    | Matt Macey        |      | Hibernian Edinburgh | 11                   |
| 6.       | Schottland | Zander Clark      |      | FC St. Johnstone    | 10                   |
| 7.       | Schweiz    | Benjamin Siegrist |      | Dundee United       | 9                    |
| 8.       | Schottland | Liam Kelly        |      | FC Motherwell       | 8                    |
| 8.       | Polen      | Max Stryjek       |      | FC Livingston       | 8                    |
| 10.      | England    | Adam Legzdins     |      | FC Dundee           | 6                    |
| Endstand |            |                   |      |                     |                      |

## Auszeichnungen während der Saison
| Monat          | Trainer des Monats                         | Spieler des Monats                    |
| -------------- | ------------------------------------------ | ------------------------------------- |
| August 2021    | Robbie Neilson (Heart of Midlothian)       | Martin Boyle (Hibernian Edinburgh)    |
| September 2021 | Graham Alexander (FC Motherwell)           | Ian Harkes (Dundee United)            |
| Oktober 2021   | Ange Postecoglou (Celtic Glasgow)          | Jota (Celtic Glasgow)                 |
| November 2021  | Graham Alexander (FC Motherwell)           | Jota (Celtic Glasgow)                 |
| Dezember 2021  | Giovanni van Bronckhorst (Glasgow Rangers) | Alfredo Morelos (Glasgow Rangers)     |
| Januar 2022    | Ange Postecoglou (Celtic Glasgow)          | Regan Charles-Cook (Ross County)      |
| Februar 2022   | Ange Postecoglou (Celtic Glasgow)          | Bruce Anderson (FC Livingston)        |
| März 2022      | Ange Postecoglou (Celtic Glasgow)          | Georgios Giakoumakis (Celtic Glasgow) |
| April 2022     | Ange Postecoglou (Celtic Glasgow)          | Jota (Celtic Glasgow)                 |

## Zuschauertabelle

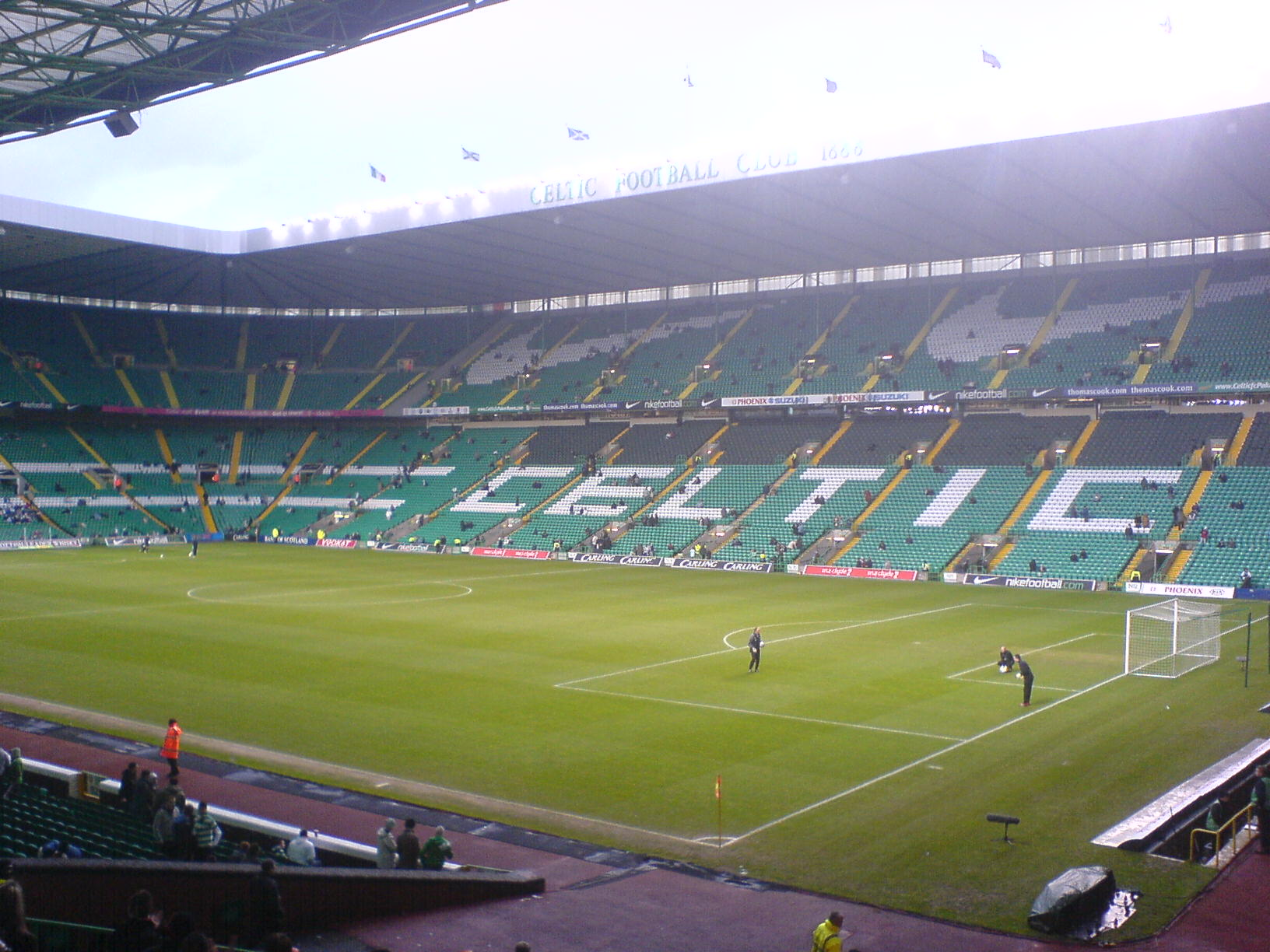
Die größte Auslastung gab es im Celtic Park

Die Zuschauertabelle zeigt die besuchten Heimspiele an. Die Reihenfolge ist nach dem Zuschauerschnitt sortiert.
|                 | Verein                           | Zuschauer | pro Spiel | Heimspiele |
| --------------- | -------------------------------- | --------- | --------- | ---------- |
| 01.             | Celtic Glasgow 1 2 3 4 5 6 7 8 9 | 547.393   | 54.739    | 19         |
| 02.             | Glasgow Rangers                  | 860.977   | 45.315    | 19         |
| 03.             | Heart of Midlothian 10           | 300.842   | 16.713    | 19         |
| 04.             | Hibernian Edinburgh              | 284.477   | 14.972    | 19         |
| 05.             | FC Aberdeen                      | 227.086   | 11.952    | 19         |
| 06.             | Dundee United                    | 135.277   | 7.120     | 19         |
| 07.             | FC Dundee                        | 117.154   | 6.166     | 19         |
| 08.             | FC Motherwell                    | 101.767   | 5.356     | 19         |
| 09.             | FC St. Mirren                    | 89.842    | 4.729     | 19         |
| 10.             | FC St. Johnstone                 | 79.227    | 4.170     | 19         |
| 11.             | Ross County                      | 74.955    | 3.945     | 19         |
| 12.             | FC Livingston                    | 67.590    | 3.557     | 19         |
| Gesamt          | Gesamt                           | 2.886.551 | 12.660    | 228        |
| Stand: Endstand |                                  |           |           |            |

## Trainerwechsel
| Verein | Verein              | Trainer        | Grund                    | Datum             | Tabellenplatz | Nachfolger               |
| ------ | ------------------- | -------------- | ------------------------ | ----------------- | ------------- | ------------------------ |
|        | Celtic Glasgow      | John Kennedy   | Interimstrainer          | 15. Mai 2021      | Sommerpause   | Ange Postecoglou         |
|        | Ross County         | John Hughes    | Vertrag nicht verlängert | 24. Mai 2021      | Sommerpause   | Malky Mackay             |
|        | Dundee United       | Micky Mellon   | Vertrag aufgelöst        | 25. Mai 2021      | Sommerpause   | Tam Courts               |
|        | Glasgow Rangers     | Steven Gerrard | Wechsel zu Aston Villa   | 11. November 2021 | 1.            | Giovanni van Bronckhorst |
|        | Hibernian Edinburgh | Jack Ross      | Entlassen                | 9. Dezember 2021  | 7.            | David Gray (Interim)     |
|        | Hibernian Edinburgh | David Gray     | Interimstrainer          | 20. Dezember 2021 | 7.            | Shaun Maloney            |
|        | FC Aberdeen         | Stephen Glass  | Entlassen                | 13. Februar 2022  | 9.            | Barry Robson (Interim)   |
|        | FC Dundee           | James McPake   | Entlassen                | 16. Februar 2022  | 11.           | Mark McGhee              |
|        | FC Aberdeen         | Barry Robson   | Interimstrainer          | 19. Februar 2022  | 8.            | Jim Goodwin              |
|        | FC St. Mirren       | Jim Goodwin    | Wechsel zum FC Aberdeen  | 19. Februar 2022  | 6.            | Stephen Robinson         |
|        | Hibernian Edinburgh | Shaun Maloney  | Entlassen                | 19. April 2022    | 7.            | David Gray (Interim)     |

## Die Meistermannschaft von Celtic Glasgow
(Berücksichtigt wurden Spieler mit mindestens einem Einsatz; in Klammern sind die Einsätze und Tore angegeben)
| 1. | Celtic Glasgow |
|    | - Tor: Scott Bain (2/0), Vasilios Barkas (1/0) Joe Hart (35/0) - Abwehr: Cameron Carter-Vickers (33/4), Josip Juranović (26/3), Tony Ralston (28/4), Liam Scales (5/1), Carl Starfelt (34/0), Greg Taylor (24/0), Stephen Welsh (10/0) - Mittelfeld: Nir Bitton (24/1), Karamoko Dembélé (1/0), Ben Doak (2/0), James Forrest (19/1), Reo Hatate (17/4), Yōsuke Ideguchi (3/0), Michael Johnston (12/0), James McCarthy (10/0), Callum McGregor (33/2), Matt O’Riley (16/4), Tom Rogic (32/6), Ismaila Soro (8/0), David Turnbull (25/6) - Angriff: Liel Abada (36/10), Albian Ajeti (7/2), Joey Dawson (1/0), Kyōgo Furuhashi (20/12), Georgios Giakoumakis (21/13), Jota (29/10), Daizen Maeda (16/6), Owen Moffat (2/0), Scott Sinclair (2/0) - Trainer: Angelos Postecoglou |